# 가시천
가시천(加時川)은 제주특별자치도 서귀포시 표선면 가시리에서 발원하여 세화리를 통해 바다로 흘러 들어가는 하천이다.

## 같이 보기
- 세화항 - 가시천과 바다가 만나는 곳에 만들어진 어항이다.